# Echinosphaerites
Echinosphaerites is een monotypisch geslacht van uitgestorven cystoïden uit de klasse Rhombifera, dat leefde in het Ordovicium.

## Beschrijving
Deze bolvormige cystoïde met een diameter van 2,5 tot vijf centimeter was bezet met onregelmatig gevormde, veelhoekige plaatjes. Het dier had een centraal gelegen mond met korte, ambulacrale groeven. De anus lag vlak bij de mond en had een piramidaal gevormde bedekking.